# Klaus Voormann
Klaus Voormann (født 29. april 1938) er en tysk bassist og pladeproducer. Klaus Voorman har endvidere designet en række pladecovers for bl.a. The Beatles, The Bee Gees og Wet Wet Wet. Voormann er bedst kendt for at have været bassist i Manfred Mann i perioden fra 1966 til 1969 og for at have været studiemusiker på en række indspilninger, herunder med John Lennon og George Harrison. 
Voormanns samarbejde med the Beatles rækker tilbage til tiden i Hamborg i de tidligere tressere. Voormann boede i The Beatles' lejlighed i London sammen med George Harrison og Ringo Starr efter John Lennon og Paul McCartney flyttede for at bo sammen med deres daværende kærester. Voormann designede coveret til Beatles-albummet Revolver, der blev belønnet med en Grammy Award. Efter opløsningen af the Beatles cirkulerede rygter om, at Voormann skulle indtræde i et band ved navn The Ladders, der skulle bestå af Lennon, Harrison, Starr og Voormann. Dette band blev dog ikke til noget, men de fire optrådte sammen med Billy Preston på Ringo Starrs "I'm the Greatest" fra 1973 (skrevet af John Lennon). Voormann var i en periode medlem af Lennons Plastic Ono Band og medvirkede på Live Peace in Toronto 1969 og på George Harrisons tredobbelte album All Things Must Pass. Voorman medvirkede endvidere ved den af Harrison arrangerede The Concert for Bangladesh. I 1990'erne designede Voormann coveret til de tre Beatles Anthology album.
Først i 2009 som 71-årig udgav Voormann et album i eget navn, A Sideman's Journey, hvorpå medvirkede en lang række kendte musikere, herunder bl.a. Paul McCartney, Ringo Starr og Joe Walsh.